# Nemesia shenlongi
Espèce
Nemesia shenlongi est une espèce d'araignées mygalomorphes de la famille des Nemesiidae.

## Distribution
Cette espèce est endémique d'Andalousie en Espagne,. Elle se rencontre vers Jerez de la Frontera.

## Description
Le mâle holotype mesure 16,25 mm, les mâles mesurent de 14,09 à 16,75 mm et les femelles de 16,84 à 20,87 mm

## Étymologie
Son nom d'espèce lui a été donné en référence à Shenlong.

## Publication originale
- Pertegal, García, Molero-Baltanás & Knapp, 2022 : « Description of a new trapdoor spider species from southern Spain that exhibits an as yet unknown defence strategy (Araneae: Mygalomorphae: Nemesiidae). » Bonn zoological Bulletin, vol. 71, no 2, p. 109-118.